# Доронин, Кирилл Алексеевич
Кири́лл Алексе́евич Доро́нин (25 марта 1938, Москва — 4 мая 2012, Москва) — советский футболист, судья и тренер. Мастер спорта СССР. Судья всесоюзной категории (9 января 1981 года).

## Биография
Отец — Алексей Степанович, работник министерства лесного хозяйства СССР. Мать — Зинаида Семеновна, врач инфекционист. Супруга — Светлана Павловна Доронина.
Старший брат Николай с детства занимался с Кириллом футболом, особенно на даче в Малаховке. Впоследствии воспитанник юношеских клубных команд ЦСКА и ФШМ.
Основное амплуа — нападающий. Выступал за «Крылья Советов» Куйбышев — 1957—1958 (по июнь), «Торпедо» Москва — 1959—1960, ЦСКА — 1961—1962, СКА Ростов-на-Дону — 1963—1964, «Заря» Луганск — 1965—1967, «Политотдел» Ташкентская обл. — 1968—1969, «Спартак» Кострома — 1969. Капитан команды ветеранов Москвы (1994—2005).
Судить начал с 1972 года. В высшей лиге чемпионата СССР с 1980 по 1987 год, провёл главным судьёй 86 матчей. В начале 1990-х был арбитром в товарищеских матчах с участием первых лиц государства. В списках лучших судей за 1982, 1983, 1985 год. Инспектировал матчи Премьер-Лиги с 1994 года.
Тренерская карьера: тренер ФК «Асмарал» Москва (1990—1991), клубных юношеских команд СК «Медик» (1973—1976), «Станколиния» (1977—1979), главный тренер женской команды «Локомотив» Москва (1993).

## Командные достижения
Торпедо (Москва)
Чемпион и обладатель Кубка СССР (1960)